# Kanton Limoges-8
Der Kanton Limoges-8 ist seit 2015 ein französischer Wahlkreis im Arrondissement Limoges, im Département Haute-Vienne und in der Region Nouvelle-Aquitaine.
Der Kanton besteht aus dem südlichen Teil der Stadt Limoges mit insgesamt 15.642 Einwohnern (Stand: 2022):